# Overval op de Koepelgevangenis te Arnhem
De Overval op de koepelgevangenis te Arnhem was de geslaagde bevrijding op 11 mei 1944 van de verzetsstrijders Frits Slomp ("Frits de Zwerver") en Henk Kruithof door een team vanuit de KP-Twente en KP-Utrecht van Rein van der Haar, onder leiding van Liepke Scheepstra ("Bob").  

## Doel
Hoofddoel was de bevrijding van de verzetsman en grondlegger van de LO, Frits Slomp. Deze was op 1 mei 1944 in Ruurlo bij een routinecontrole door de marechaussee betrapt op het bezit van een vals persoonsbewijs en verzetspropaganda. Via het politiebureau in Lochem belandde hij in de koepelgevangenis. Een betrouwbare politieman herkende Slomp en lichtte het lokale verzet in over diens opsluiting.

## Plan
De leiding van de LO vreesde dat hij bij verhoor door de SD zou doorslaan en besloot hem te bevrijden uit de – op het oog – onneembare Koepelgevangenis. Via een betrouwbare bibliothecaris Joop van Veldhoven werd informatie verkregen over zijn verblijfplaats en het gebouw. Er werd een plan gemaakt om Slomp op 12 mei ’s middags te bevrijden, een moment dat er weinig personeel aanwezig zou zijn. In de middag van 11 mei bleek echter dat Slomp de volgende morgen al op transport zou worden gesteld naar de gevangenis van Scheveningen (Oranjehotel). Noodgedwongen werd de overval daarom vroeg op diezelfde avond nog uitgevoerd.

## Uitvoering
Twee Twentse verzetsmensen, Johannes ter Horst en Geert Schoonman, verkleed als Nederlandse politieagenten, meldden zich met een pseudo-arrestant, Harry Saathof, bij de ingang van de gevangenis. Zij maakten de dienstdoende portier wijs dat ze hun arrestant in Nijmegen moesten afleveren, maar dat ze daar niet op tijd konden zijn. Vandaar hun vraag of ze hem niet voor één nacht in de Koepelgevangenis konden laten opsluiten. Argeloos opende de portier hierna de poort van de gevangenis, waarna hij in de lopen van drie pistolen keek. Zonder dat er een haan naar kraaide, werden vervolgens Frits Slomp en de Twentse verzetsman Henk Kruithof uit hun cel gehaald, waarna het succesvolle bevrijdingscommando zich in twee auto’s naar een schuiladres in Oosterbeek begaf. Vandaar verspreidde de groep zich en werden de bevrijde gevangenen naar onderduikadressen gebracht. Beiden bleven ondergedoken tot het einde van de oorlog.